# Umicore Olen
Umicore Olen is een metallurgisch bedrijf te Sint-Jozef-Olen.

## Geschiedenis
Het bedrijf werd opgericht in 1908 door Jozef Leemans te Oud-Turnhout. Het bedrijfje heette: Compagnie Industrielle Union, en aanvankelijk werkten er slechts 10 mensen. Toen Leemans echter de mogelijkheden van de ertsen uit Katanga leerde kennen was er weer toekomst. Oorspronkelijk was het een bedrijfje dat schoensmeer en dergelijke vervaardigde. Het bedrijf zocht een nieuwe vestigingsplaats met goede transportmogelijkheden. In 1912 werden in Olen de eerste fabrieksgebouwen opgericht, alsmede een speciale woonwijk voor de fabrieksarbeiders. Dit werd Sint-Jozef-Olen. Het nieuwe dorp werd in 1913 al een zelfstandige parochie.
De eerste producten waren bichromaat en chroomaluinkristallen en men ving in Olen aan met 30 arbeiders, doch zes jaar later waren dit er al 100. Na de Eerste Wereldoorlog groeide het bedrijf snel. In 1919 werden de fabrieken te Hoboken en Reppel opgekocht, welke door de staat onteigend waren. Aldus ontstond de Société Générale Métallurgique de Hoboken-Olen (MHO).
In 1922 werd de radiumfabriek, in 1925 de kobaltfabriek en in 1928 de koperraffinaderij gebouwd. Daarna verrezen nog tal van andere fabrieken op het terrein. Radium werd uit Katangees erts geproduceerd voor ziekenhuizen en universiteiten. Op het terrein van kobalt werd en bleef de Olense fabriek wereldleider. Het te raffineren ruw koper kwam deels rechtstreeks uit Katanga en deels uit Hoboken, terwijl ruw koper ook in opdracht van derden werd geraffineerd.

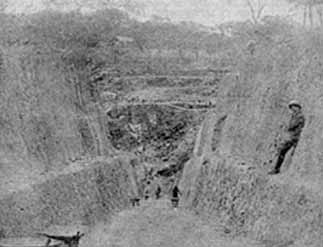
Shinkolobwe. De handgesorteerde ertsen uit deze mijn bevatten tot 65% U_{3}O_{8} (twee grootteordes meer dan op enige andere plaats).

De germaniumfabriek werd in 1953 gebouwd. Germanium zou onder meer bij de fabricage van de eerste transistoren een belangrijke rol spelen. Een installaties voor nikkelsulfaat volgde in 1953, voor silicium in 1957, en voor uranium in 1959.
In 1973 werd, samen met de Usines à Cuivre et à Zinc de Liège een nieuw procedé voor de vervaardiging van koperwalsdraad ingevoerd, Contirod genaamd. Men produceerde 100 kton van deze draad per jaar.
In 1989 ging MHO samen met Vieille-Montagne op in ACEC-Union Minière. In 2001 werd dit: Umicore.
Het bedrijf in Olen stond bekend als de koperfabriek. De afdeling koper werd echter afgestoten. Dit gebeurde in 2004, toen de business-unit koper als zelfstandige onderneming ging draaien. In 2005 werd de koperraffinaderij, samen met koperfabrieken van andere ondernemingen, in het bedrijf Cumerio ondergebracht, in 2008 omgedoopt tot Aurubis en niet meer tot de Umicore-groep behorend. Aurubis is wel nog steeds te Olen gevestigd.
In Olen bevindt zich ook het onderzoekslaboratorium van Umicore, waar tal van nieuwe producten en toepassingen worden ontwikkeld. Tegenwoordig worden er in Olen tal van materialen vervaardigd, zoals kobaltpoeders voor gereedschapwerktuigen, germanium en dergelijke. Ook worden zonnecellen geproduceerd.

## Sanering

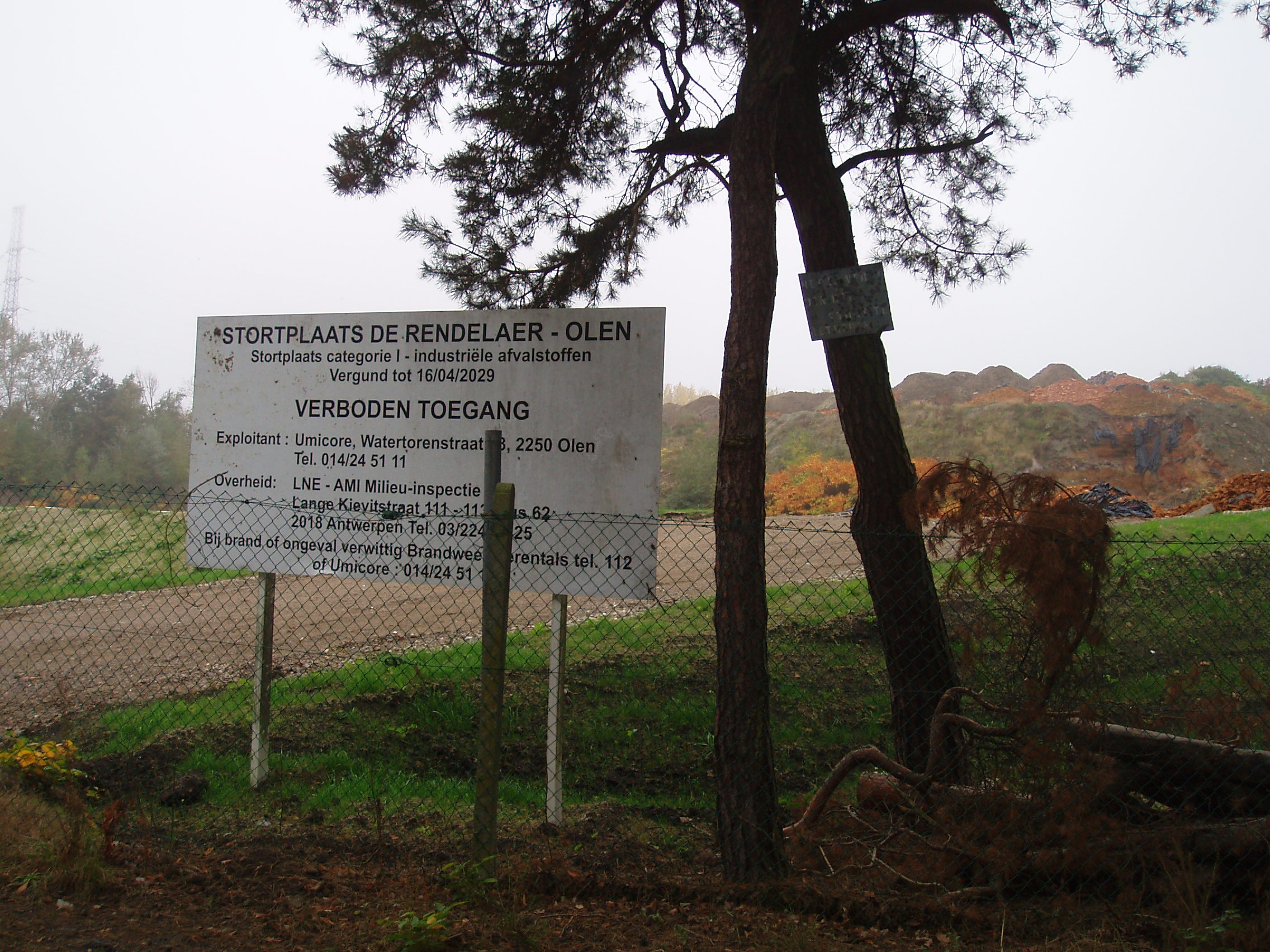
Stortplaats De Rendelaer - Olen

Van 1922 tot in de jaren 70 van de 20e eeuw werd ook radium geproduceerd, terwijl tevens uraniumproducten, zoals uraniumoxide, werden vervaardigd. Vanaf 2002 moesten de stortplaatsen op het terrein, waar een aanzienlijke radioactieve besmetting voorkwam, gesaneerd worden. Ook de bedding van het riviertje de Bankloop, dat langs het terrein loopt, moest worden schoongemaakt.